# Rhynchopsilopa trautae
Rhynchopsilopa trautae är en tvåvingeart som beskrevs av Wirth 1955. Rhynchopsilopa trautae ingår i släktet Rhynchopsilopa och familjen vattenflugor. Inga underarter finns listade i Catalogue of Life.